# Kvarnträsket (Lycksele socken, Lappland)
Kvarnträsket är en sjö i Lycksele kommun i Lappland och ingår i Umeälvens huvudavrinningsområde. Sjön har en area på 0,953 kvadratkilometer och ligger 331,9 meter över havet. Kvarnträsket ligger i Vindelälven Natura 2000-område. Sjön avvattnas av vattendraget Mattjokbäcken (Kvarnbäcken).

## Delavrinningsområde
Kvarnträsket ingår i det delavrinningsområde (723140-161750) som SMHI kallar för Utloppet av Kvarnträsket. Medelhöjden är 354 meter över havet och ytan är 6,61 kvadratkilometer. Räknas de 17 avrinningsområdena uppströms in blir den ackumulerade arean 123,47 kvadratkilometer. Mattjokbäcken (Kvarnbäcken) som avvattnar avrinningsområdet har biflödesordning 3, vilket innebär att vattnet flödar genom totalt 3 vattendrag innan det når havet efter 244 kilometer. Avrinningsområdet består mestadels av skog (76 procent). Avrinningsområdet har 0,95 kvadratkilometer vattenytor vilket ger det en sjöprocent på 14,4 procent.